# TARDIS (фізика)
Переміщувана акаузальна ретроградна область у просторі-часі (англ. Traversable acausal retrograde domains in spacetime, TARDIS) — точний розв'язок рівняння Ейнштейна, який 2017 року вивели Бен Тіппетт і Девід Цанг, що допускає можливість існування замкнутої часоподібної кривої поза горизонтом подій чорної діри.

## Історія
Згідно з ЗТВ, у нашому Всесвіті можливе існування замкнутих часоподібних кривих (ЗЧК). Якщо рухатися вздовж цих кривих, можна подорожувати в майбутнє і минуле, потім повертаючись у початкову точку.
Знайдено багато різних умов, за яких можливе виникнення ЗЧК. Однак Стівен Гокінг запропонував гіпотезу про захищеність хронології, у якій стверджується, що спроба створення замкнутих часоподібних кривих повинна обов'язково призводити до появи чорної діри. Проте, автори нового дослідження вважають, що ці обмеження не поширюються на їхню нову модель.
Бен Тіппетт і Девід Цанг запропонували нову математичну модель машини часу, що за своїм принципом нагадує бульбашку Алькуб'єрре, яка дозволяє вміщеному в неї космічному кораблю досягати надсвітлової швидкості. Однак TARDIS повинна переміщуватися вздовж замкнутої кривої, щоб люди, які перебувають у ній, відчували постійне прискорення. При цьому зовнішній спостерігач побачить дві версії мандрівників усередині міхура: для однієї час тече нормально, а для іншої — у зворотному напрямку.
Хоча існування цієї машини часу, на думку дослідників, теоретично можливе, для цієї моделі, як і для Бульбашки Алькуб'єрре, необхідна екзотична матерія.

## Цікаві факти
- Машина часу з назвою TARDIS присутня у британському фантастичному телевізійному серіалі «Доктор Хто»[3].